# Hokusai Manga
De Hokusai Manga (de schetsen van Hokusai, Japans: 北斎漫画) is een serie kunstwerken gemaakt door de Japanse houtsnedekunstenaar Hokusai.

## Geschiedenis
Onderwerpen van de kunstwerken zijn onder meer landschappen, flora en fauna, het leven van alledag en het bovennatuurlijke. Het woord Manga in de titel refereert niet aan de hedendaagse Manga omdat de onderwerpen in de serie niet onderling verbonden zijn. De kunstwerken zijn gemaakt met de houtbloktechniek in de drie kleuren zwart, grijs en bleek-vleeskleurig en bestaan uit duizenden afbeeldingen in 15 delen. Het eerste kunstwerk werd gemaakt in 1814, toen de kunstenaar 55 jaar oud was, de laatste drie delen werden postuum gepubliceerd, twee daarvan samengesteld uit niet eerder gepubliceerd materiaal. Het laatste deel was samengesteld uit eerder gepubliceerd werk, dat soms niet eens door Hokusai was gemaakt, en wordt door kunsthistorici niet gezien als  authentiek.
Het voorwoord bij het eerste deel van de Hokusai Manga, geschreven door Hanshū Sanjin (Japans:半洲散人), een minder belangrijk kunstenaar uit Nagoya, wijst erop dat de publicatie van het werk werd gestimuleerd door leerlingen van Hokusai. In dit voorwoord staat onder meer: Dit voorjaar bezocht de meester (Hokusai) de westelijke provincie en bezocht onze stad (Nagoya). We ontmoetten elkaar en schilder Gekkōtei Bokusen (Japans: 月光亭墨僊) - hij was een bekende kunstenaar uit Nagoya, leerling van Hokusai en verzamelaar van diens latere werk - in diens huis en dat was een aangename gebeurtenis. Aldaar werden meer dan 300 schetsen gemaakt - van  onsterfelijken, boeddha's, leerlingen, vrouwen, tot vogels, beesten, grassen en bomen - en de geest van elk onderwerp werd volledig weergegeven.
Er wordt wel gedacht dat Hokusai, na een creatieve uitbarsting waarin hij veel produceerde, een selectie maakte, tekeningen weer bewerkte en ze arrangeerde in de bepaalde composities, zoals ze heden ten dage zijn overgeleverd. Michener (1958:30-34) zegt echter dat het patroon van afbeeldingen op een bepaalde bladzijde door de houtsnedemakers en door de uitgever is samengesteld en niet door Hokusai zelf.
De Manga is een bewijs van de toewijding van de kunstenaar aan het artistieke realisme in het portretteren van mensen en de natuurlijke wereld. Het werk was al direct een succes en de daarop volgende delen verschenen al spoedig. In het westen werd het werk bekend door de daarvan afgeleide lithografieën van Philipp Franz von Siebold, die verschenen in diens Nippon: Archiv zur Beschreibung von Japon (1831). De Manga werd nog bekender en begon ook in het westen te circuleren nadat Matthew Calbraith Perry Japan bezocht in 1854.

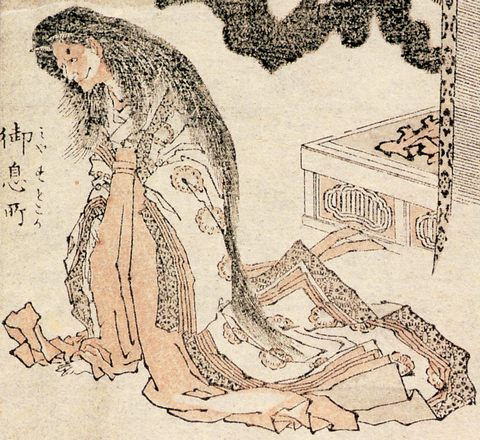
Menselijk figuur
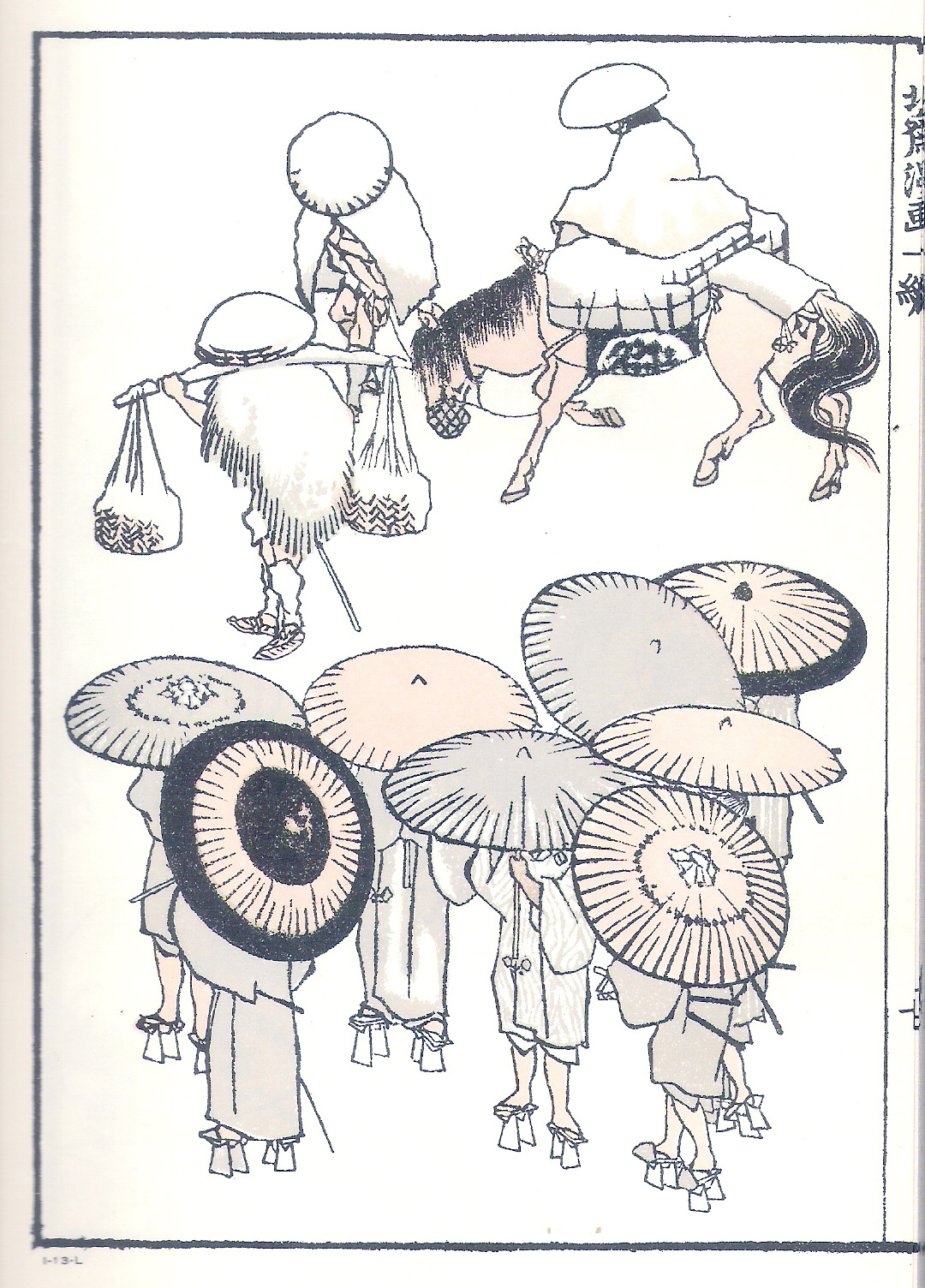
Mensen met verborgen gezichten
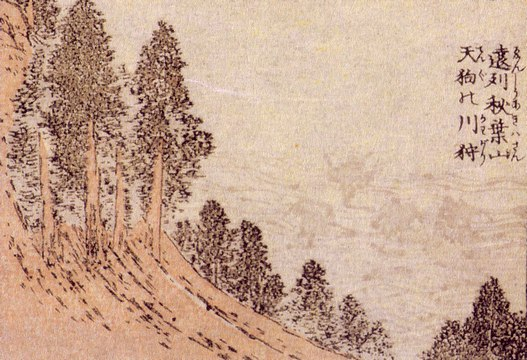
Bos op een berghelling
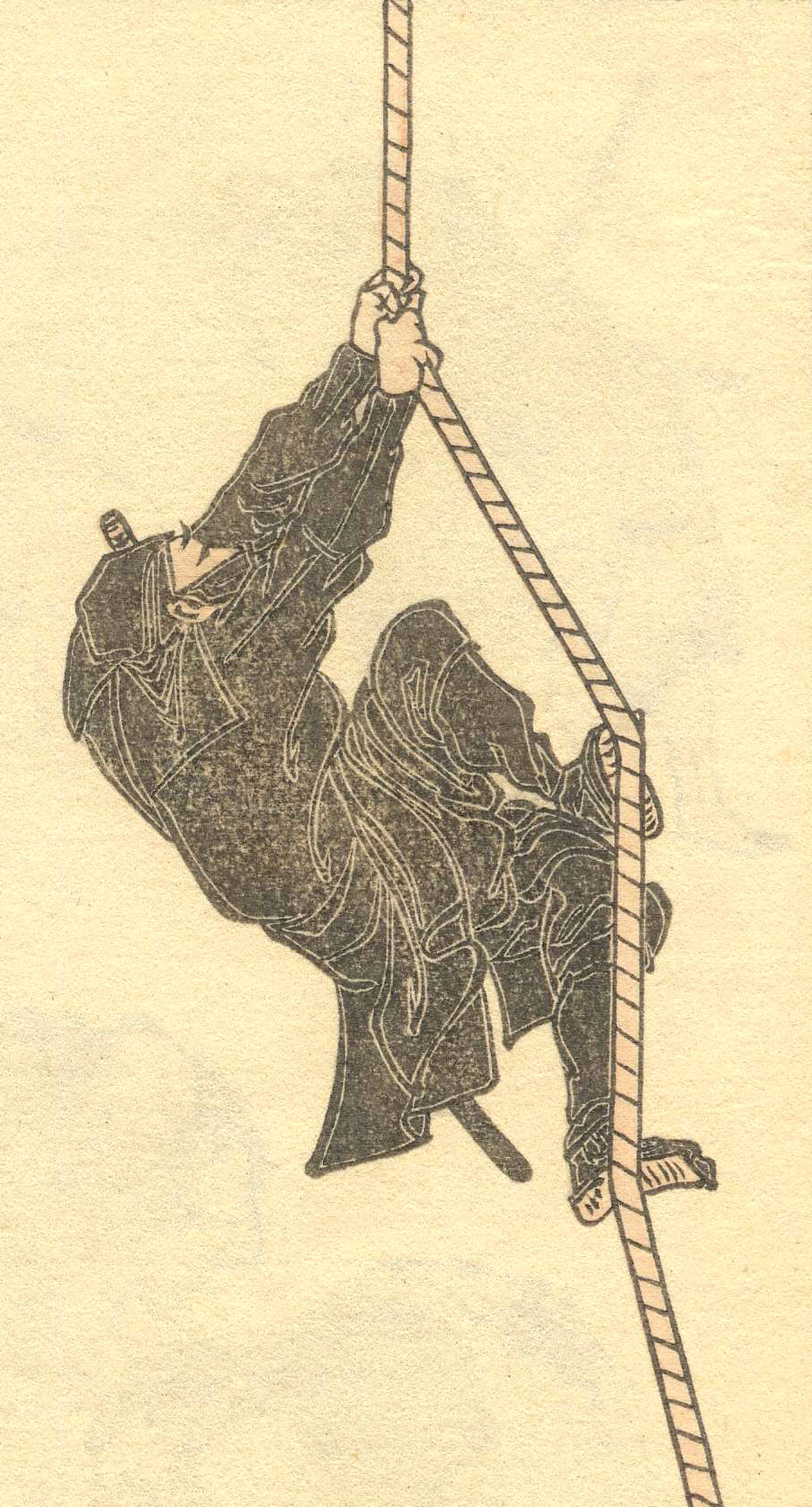
Ninja in een touw
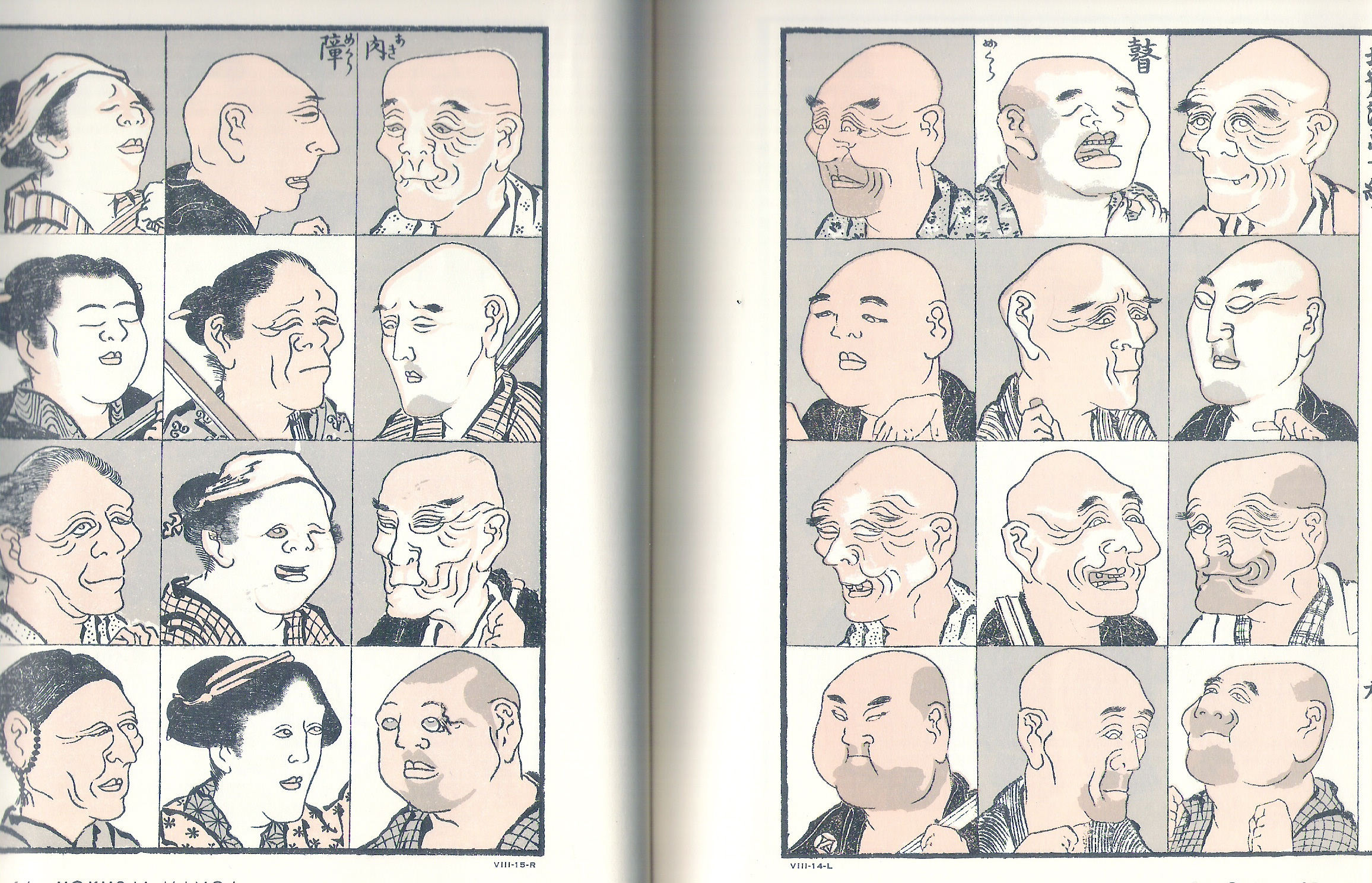
Menselijke hoofden